# ユンケル黄帝液
ユンケル黄帝液（ユンケルこうていえき）は、1967年（昭和42年）10月から店頭販売になった佐藤製薬から販売されている栄養ドリンク剤（ビタミン含有保健薬）であり、同社の商標でもある。通称は「ユンケル」。

## 製品概要

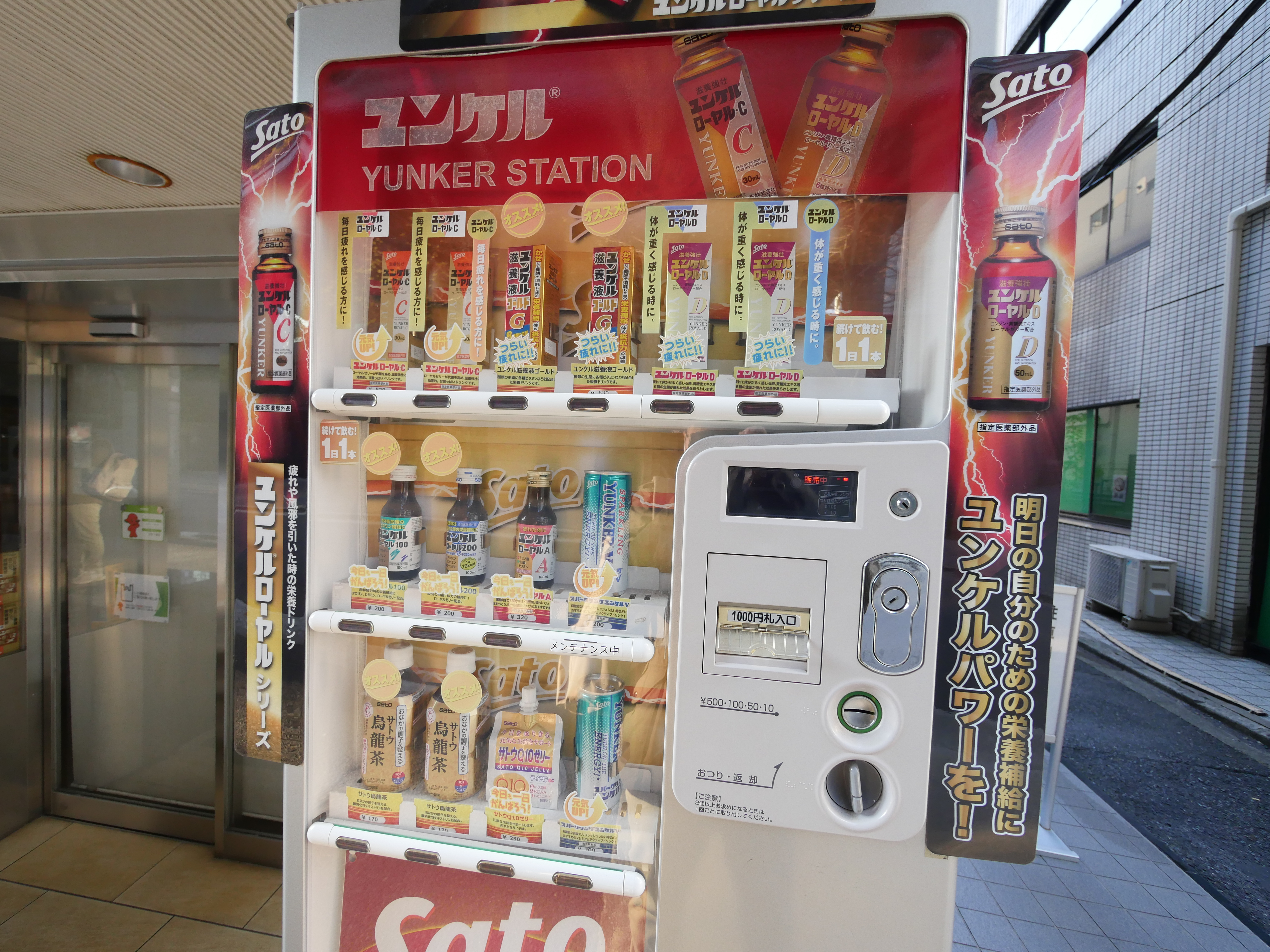
ユンケル黄帝液の自動販売機

「ユンケル」の由来はドイツ語のユンカー（Junker）で、日本語に意訳すると「貴公子」という意味である。「黄帝」は漢方医学の祖ともされる、中国の伝説上の帝王である。
製品当初のユンケルは錠剤の薬であった。1967年（昭和42年）10月より、滋養強壮ドリンク「ユンケル黄帝液」の発売を開始した。発売当初はアンプル型のガラス容器だったが、後に現在のスクリューキャップ型に変更される。2008年8月1日からは「ユンケル」の箱入りドリンク剤に添付していたストローを廃止した。
現在は、疲れごとのタイプに特化した「ユンケルターゲットシリーズ」と、2001年からイメージモデルを務めるイチローをモチーフにした「プレミアムシリーズ」とに分けて展開している（うち、プレミアムシリーズは2024年現在、ユンケルロイヤル黄帝、ユンケルファンティ、ターゲットシリーズはユンケル黄帝ロイヤル2、ユンケル黄帝L40DCFのそれぞれ2種類づつのみを展開）。

## 製品ラインアップ
【】無しは指定医薬部外品
- ユンケル黄帝液【第2類医薬品】 - 7種類の生薬（動物性4種類+植物性3種類）、6種類のビタミン、コンドロイチン硫酸エステルナトリウムを配合した「ユンケル」シリーズの基盤製品（2004年10月に徳用の10本入りを追加）。
- ユンケル黄帝液プレミアム【第2類医薬品】 - 2015年12月発売。生薬の種類を「ユンケル黄帝液」に配合されている7種類に、オウギ、ショウキョウ、タイソウ、ビャクジュツを加えて11種類に強化するとともに、4種類のビタミンとコンドロイチン硫酸エステルナトリウムを配合。発売当初は「ユンケル黄帝液」などとと同じゴールドのパッケージだったが、2019年9月に後述の「ユンケル黄帝ロイヤルプレミアム」の発売に合わせてメタリックロイヤルブルーへパッケージデザインを変更してリニューアルされた。
- ユンケル黄帝L【第2類医薬品】 - 6種類の生薬、5種類の生薬、γ-オリザノール、コンドロイチン硫酸エステルナトリウムを配合しつつ、「ユンケル黄帝液」特有の辛味を抑えたマイルド香味タイプ（2004年10月に徳用の10本入りを追加）
- ユンケル黄帝ゴールド【第2類医薬品】 - ニンジン・イカリソウなど5種類の植物性生薬とハンピエキスの6種類の生薬に、トコフェロール酢酸エステル（ビタミンE酢酸エステル）を配合。
- ユンケルD【第2類医薬品】 - 黄精・ニンジン・イカリソウ・ハンピの4種類の強壮生薬に5種類のビタミンを配合。
- ユンケルD2【第2類医薬品】 - マツモトキヨシホールディングスのグループ店舗のみ販売、成分は「ユンケルD」と同様。
- ユンケル黄帝ロイヤル【第2類医薬品】 - 黄精を「ユンケルD」の2倍量に強化し、エレウテロコック流エキスを加えるなど6種類の生薬に、2種類のビタミン、γ-オリザノールを配合。
- ユンケルファンティー【第2類医薬品】 - 15種類の生薬（植物性12種類+動物性3種類）と4種類のビタミンを配合。「ファンティー」とは中国語で皇帝を意味する。
- ユンケルスター【第2類医薬品】 - 20種類の生薬（植物性18種類+動物性2種類）、タウリン、3種類のビタミンを配合。現行の「ユンケル」シリーズ内における最高級品（50ml入り・10%消費税込4,274円）
- ユンケル黄帝液40【第2類医薬品】 - 1本40ml入り。有効成分は30ml入りの「ユンケル黄帝液」と同一。
- ユンケル黄帝L40DCF【第2類医薬品】 - 1本40ml入り。ニンジンやジオウなど7種類の生薬、5種類のビタミン、γ-オリザノールを配合しつつ、カフェイン無配合としたマイルド香味タイプ。
- ユンケル黄帝液DCF【第2類医薬品】 - 6種類の生薬、パンテノールを含む6種類のビタミン、コンドロイチン硫酸ナトリウムを配合したカフェイン無配合タイプ。商品名にある"DCF"とは、カフェイン除去を意味するDe-Caffeineからとったもの。
- ユンケルスーパー黄帝液IIα【第2類医薬品】 - 人参・冬虫夏草・反鼻・シベットなど9種類の生薬、5種類のビタミン、コンドロイチン硫酸エステルナトリウム、γ-オリザノールを配合。
- ユンケル黄帝-L【第2類医薬品】 - 人参・冬虫夏草・党参など8種類の生薬、6種類のビタミン、γ-オリザノールを配合。商品名が似た「ユンケル黄帝L」とは別物の製品。
- ユンケル黄帝ロイヤル2【第2類医薬品】 - エレウテロコック・ゴオウ・黄精・イカリソウなど6種類の生薬、2種類のビタミン、γ-オリザノールを配合。
- ユンケルロイヤル黄帝【第2類医薬品】  - エレウテロコック・海馬・反鼻・シベットなど8種類の生薬、2種類のビタミン、γ-オリザノールを配合。商品名が似た「ユンケル黄帝ロイヤル」とは別物の製品。
- ユンケルファンティ【第2類医薬品】 - ニンジン・イカリソウ・蛇床子・冬虫夏草・海馬など16種類の生薬と4種類のビタミンを配合。商品名が似た「ユンケルファンティー」とは別物の製品。
- ユンケル黄帝ロイヤルプレミアム【第2類医薬品】 - 2019年9月発売。「ユンケル」ブランドで初配合となるモクテンリョウやチンピなど14種類の生薬を配合。従来からの「ユンケル」とは異なり、メタリックロイヤルブルーのパッケージデザインとしている。
- ユンケルローヤル・C - 黄精流エキスとローヤルゼリー、ビタミンC500mgをはじめとする5種類のビタミンを配合。当初は医薬品として発売されていた。医薬部外品（後に指定医薬部外品）のユンケルとしては最初の製品
- スパークユンケル【第2類医薬品】 - 3種類の生薬、タウリン、5種類のビタミンを配合。
- スパークユンケルDCF【第2類医薬品】 - 2015年4月発売。「スパークユンケル」の処方をベースに、タウリンの配合量を1000mgに倍増したカフェインフリータイプ。
- ユンケルジュニア - ニンジン・エレウテロコック・セイヨウサンザシ・ローヤルゼリーの4種類の生薬、タウリン、4種類のビタミンを配合し、カフェイン無配合・フルーツ味とした5～14歳の小児用。パッケージにはサトちゃんが描かれている。
- ファンテユンケル3Bドリンク【第3類医薬品】 - 2000年3月発売。ビタミンB1硝酸塩、ビタミンB2リン酸エステル、ビタミンB6を配合した100ml入り。
- ファンテユンケル【第3類医薬品】 - 2007年7月発売。エレウテロコック・エゾウコギ・サンヤクの3種類の生薬、2種類のビタミン、タウリン、カルニチン塩化物を配合したピーチ味の医薬品ドリンク。100ml入り
- ファンテユンケルゴールド【第3類医薬品】 - 1999年3月発売（2003年1月にデザインリニューアル）。セイヨウサンザシとローヤルゼリー、タウリン、カルニチン塩化物、4種類のビタミンを配合した100ml入り
- ファンテユンケルロイヤル - 1999年3月発売（2003年1月にデザインリニューアル）。タウリン2000mg、エレウテロコック・黄精・ローヤルゼリーの3種類の生薬、カルニチン塩化物、4種類のビタミンを配合した100ml入り。当初は医薬品として発売されていた。
- ユンケルローヤルF - コウジン、オウセイ、ローヤルゼリーなど10種類の生薬とビタミンB2・E、タウリンを配合したミニドリンク
- ユンケルローヤルD2 - ニンジン、オウセイ、ローヤルゼリーなど8種類の生薬とビタミンB2・Eを配合したミニドリンク
- ユンケルローヤルゴールド - エレウテロコックやセイヨウサンザシなど5種類の生薬とビタミンB2・Eを配合したミニドリンク
- ユンケルローヤルV2 - 2013年3月発売。後述の「ユンケルローヤルV」に比べ、ニンジン流エキス・ローヤルゼリーエキス・ニコチン酸アミドの配合量を増量し、ビタミンB6を追加した処方強化版。
- ユンケルローヤルV - ニンジンやローヤルゼリーなど4種類の生薬とビタミンを配合したミニドリンク。
- ユンケルローヤル・C2 - 前述の「ユンケルローヤル・C」に比べ、オウセイ流エキスの配合量を1,000mgに倍増し、チオクト酸を追加した処方強化版。
- ユンケル滋養液ゴールドα - 2011年9月発売。7種類の生薬とビタミンB2・Eを配合したノンカフェイン設計のミニドリンク。
- ユンケルローヤルB3α - 2012年5月発売。3種類の生薬とビタミンB1・B2・B6を配合し、ピーチライチ味に仕上げ、ノンカフェイン設計とした女性向けミニドリンク。
- ユンケルローヤル200 - 2011年4月発売。ローヤルゼリー・生薬・タウリン・ビタミンを配合。
- ユンケルローヤル100 - ローヤルゼリー・タウリン・ビタミン配合。
- ユンケルローヤルA - アミノ酸・生薬・ビタミン配合。
- ユンケルローヤルS - 2009年4月発売。シリーズ初となるボトル缶を採用した100mlドリンク。
- ユンケルローヤルチャージ - 2021年4月発売。シリーズ初となるゼリー飲料。
- ユンケルローヤルアクア【清涼飲料水】 - 2022年4月発売。脱水対策を想定したスポーツドリンクの性格が強いゼリー飲料。凍らせてシャーベット状の「アイススラリー」での摂取も可能。

## CM出演者
- ガッツ石松（1978年 - 1980年、初代CMキャラクター）
- 山城新伍 （1980年 - 1983年、2代CMキャラクター）
- 藤村俊二（1983年 - 1985年、3代CMキャラクター）
- 高瀬春奈（同上）
- 滝裕次郎（不明）
- タモリ（1985年 - 2001年、4代CMキャラクター）ミスター・ユンケルの呼び名もあった。1988年に新語・流行語大賞の「特別賞・人語一体傑作賞」を受賞した。

ユンケルのCMを2001年12月頃に終えた後、翌2002年5月頃から同社のアセスのCMイメージキャラクターに就いた。
- 中山エミリ（2001年 タモリと共演）
- イチロー（2002年 - 現在、5代CMキャラクター）
- 浅田真央（2018年 - 2019年、イチローと共演）
- 松下奈緒（2020年 - 、イチローと共演、ユンケルプレミアムシリーズブランドアンバサダー）CM音楽も担当した[2]。
- 山本由伸

## キャッチコピー
- 「強くなるクスリ」
- 「疲れたらユンケル」

ガッツ石松
- 「ヒーローは疲れる」

山城新伍
- 「ユンケル黄帝陛下、ヒーローのお時間です」

タモリ
- 「疲れがタモレば、ユンケルだ」
- 「ユンケルすれば、タモリング」
- 「巷の人よ、ユンケルだ。がんばって、タモリ。」
- 「Yunkeling&Tamoring」
- 「ユンケルンバで、ガンバルンバ」
- 「疲れたら、ユンケル黄帝液/ユンケル黄帝シリーズ」
- 「一日一本、ユンケルパワー」
- 「ドゥーユー、ユンケア?」
- 「がんばって、ユンケア!」
- 「あなたを支える力になりたい。」
- 「一本たすけ」
- 「あなたの疲れを助けたい」
- 「ユンケル一本、がんばレール」
- 「ユンケル飲んで、がんば列車!!」
- 「新しい人へ。」
- 「飲んで勝負。」
- 「体に、愛とユンケルを。」
- 「疲れたあなたは、黄帝駅へ」
- 「ユンケルックは、ガンバルック」

イチロー
- 「my condition my YUNKER」
- 「行け！ユンケルパワーだ！」
- 「Powered by YUNKER」

## エピソード
- タモリが司会を務めていた『森田一義アワー 笑っていいとも!』（フジテレビ系列。1982年 - 2014年）の放送終了後のフリートーク内で、「ユンケルを飲んだら風邪が治った」「疲れてるときにユンケルは良いよねぇ」と発言したところ、佐藤製薬からタモリ宛にユンケルが大量に贈られた。これをきっかけに、ユンケルシリーズのテレビCMにも出演するようになった。ちなみに佐藤製薬は、1991年9月30日頃まで『笑っていいとも!』の番組後半部のネットスポンサー（隔日）を務め、その後は2000年代前半まで『笑っていいとも!増刊号』にて関東地区のローカルスポンサーを務めていた。
- 現フー・ファイターズのデイヴ・グロールがニルヴァーナ時代に初来日した際、自身の体調が優れなかったため、関係者からユンケルを差し出されたところ、その回復力に驚愕し、お土産として持って帰ったという[4]。